# Коммунизм
Коммуни́зм (заимствовано в 1840-х годах через фр. communisme или нем. Kommunismus, от лат. commūnis — «общий») — теоретический общественный и экономический строй, основанный на общественной собственности на средства производства, чем обеспечивается социальное равенство. Также «коммунизмом» часто называют ультралевую политическую идеологию, которая провозглашает своей целью построение коммунистического общества. В этом контексте объединяются различные школы и течения, которые включают марксизм, социальный анархизм (анархо-коммунизм), а также близкие к ним политические идеологии.
На практике такого строя никогда не существовало, однако термин «коммунистическое государство» применялся западной прессой к СССР и странам, объявившим себя или считавшимися социалистическими. Особенно остро данная проблема стояла в период Холодной войны (1946—1991) между СССР и США, как главными мировыми сверхдержавами.
Согласно работам основоположников марксизма, коммунизм предполагает наличие высокоразвитых производительных сил, отсутствие государства, денег и деления общества на социальные классы. Предполагается, что всё это станет возможным при распространении общественной собственности на средства производства, что позволит реализовать принцип «Каждый — по способностям, каждому — по потребностям!».
Термин «первобытный коммунизм» используется для описания устройства доклассового племенного общества (в советской исторической терминологии — «первобытно-общинный строй»).

## История термина
В современном виде слово заимствовано в 1842 году из французского языка, где communisme является производным от commun — «общий, общественный».
Уже в 1830-е годы этот термин, вслед за термином «коммунист», появился во Франции, им обозначали себя и свой идеал радикальные сторонники обобществления собственности и жизни трудовыми общинами. По новейшим исследованиям, термин появляется уже во время Лионского восстания 1834 года в кругу фурьеристского Общества прав гражданина и человека, но лишь в 1840 году входит в пространство политической дискуссии. Именно в 1840 году в Париже начали выходить несколько коммунистических журналов. Владимир Печерин оставил яркое описание круга коммунистов конца 30-х гг. (поклонников Гракха Бабёфа), к которому тогда сам принадлежал — в его описании, коммунизм представлялся адептам как сплошное совместное пиршество, однако, с «постоянно действующей гильотиной». Термин безоговорочно утвердился не сразу: так, Кабе в 1842 году издал брошюру: «Douze lettres d’un communiste a un reformiste sur la communauté» («Двенадцать писем коммуниста к реформисту об общинности»), используя для обозначения своего идеала термин communauté (общинность), а не communisme (коммунизм) — термин этот использовал ещё Буонарроти. Английский ученик Роберта Оуэна Джон Гудвин Бармби приписывал себе честь изобретения термина, уверяя, что впервые употребил его в Париже в 1840 году в разговоре с некими «последователями Гракха Бабёфа», которые называли свой идеал «эгалитаризмом» — он же назвал его «коммунизмом». В статьях Маркса термин впервые зафиксирован в 1842 году. К 1848 году он распространился так широко, что Маркс и Энгельс писали в «Манифесте коммунистической партии»: «Где та оппозиционная партия, которую её противники, стоящие у власти, не ославили бы коммунистической? Где та оппозиционная партия, которая в свою очередь не бросала бы клеймящего обвинения в коммунизме как более передовым представителям оппозиции, так и своим реакционным противникам?».
Слово «коммунизм» использовалось противниками для дискредитации более умеренных социалистических идей, и «социализм» нередко понимался как синоним «коммунизма», хотя уже в 1842 году Лоренц Штейн, издавший первый очерк социализма и коммунизма, настаивал на необходимости проводить резкую грань между двумя этими идеями (действительно, между социалистами и коммунистами тогда шла острая полемика, не замечавшаяся однако за пределами их круга). «Энциклопедический словарь Брокгауза и Ефрона» определяет это различие так: «коммунисты распространяют принцип коллективизма не только на производство и распределение, как социалисты, но и на самое пользование произведёнными продуктами (то есть на потребление), уничтожая тем самым индивидуальную свободу в мелочах обыденной жизни» (но там же отмечается, что Джон Стюарт Милль видит коммунизм именно в равном распределении, тогда как социализм — в общественной собственности на средства производства). В. И. Даль определяет социализм как «ученье, основывающее гражданский и семейный быт на товариществе или артельном учреждении», а коммунизм — как учение, отвергающее всякую частную собственность, отмечая при этом, что «крайний социализм впадает в коммунизм». Исследователи XIX века единодушно считали коммунизм чисто абстрактной и метафизичной идеологической системой, противопоставляя в этом смысле социализму, за которым признавали практическое значение.
Маркс и Энгельс сняли противоречие между коммунистическим и социалистическим идеалами. Это было результатом того, что они изначально рассматривали построение коммунизма как поэтапный процесс, первые этапы которого предполагают реализацию требований социалистов «в качестве переходных мер, ведущих к коммунизму», а последний, высший этап чистого коммунизма, связан с выходом на сцену новых поколений, лишённых частнособственнических инстинктов. Таким образом, постулируя коммунизм как идеал в теории, их последователи боролись за реализацию социалистических идей на практике: Н. В. Водовозов в «ЭСБЕ» отмечает, что после выхода «Коммунистического манифеста» коммунизм «перестаёт существовать и расплывается в социализме». Терминологически, говоря о будущем обществе, Маркс и Энгельс вслед за другими современниками употребляли термины «коммунизм» и «социализм» как синонимы. В 1875 году в «Критике Готской программы» Маркс чётко сформулировал идею о двух фазах коммунистического общества: первой, при котором коммунистическое общество только «выходит» из капиталистического, сохраняя его «родимые пятна», и высшей, при которой «общество сможет написать на своём знамени: Каждый по способностям, каждому по потребностям!». За первой стадией утвердилось название «социализм», в противоположность собственно «коммунизму». Эта идея была подхвачена Лениным и стала одной из ключевых в идеологии ленинизма. Провозгласив в 1917 году построение социализма непосредственной практической задачей, Ленин таким образом поставил коммунизм в роль более отдалённой, но находящейся в пределах досягаемости цели, тогда как для реформистской социал-демократии такой целью являлся социализм. Исходя из этого, по предложению Ленина в 1918 году Российская социал-демократическая рабочая партия (большевиков) приняла название «коммунистической»: «начиная социалистические преобразования, мы должны ясно поставить перед собой цель, к которой эти преобразования, в конце концов, направлены, именно цель создания коммунистического общества». После переименования РСДРП(б) и создания III (Коммунистического) Интернационала в 1919 году, «коммунизмом» стали называть идеологию и политическое движение, основанные на ленинском варианте марксизма, а также их политические практики («реальный коммунизм», по выражению французского историка Стефана Куртуа).

## История коммунистических идей
На ранних ступенях развития человечества первобытный коммунизм на основе общности имущества был единственной формой человеческого общества. В результате имущественного и социального расслоения первобытно-общинного строя и появления классового общества коммунизм из реально существующей практики перешёл в разряд существующей в культуре мечты о справедливом обществе, Золотом веке и тому подобные.
Коммунистические воззрения при своём зарождении опирались на требование социального равенства на основе общности имущества. Одними из первых формулировок коммунизма в средневековой Европе были попытки модернизации христианской теологии и политики в форме философии бедности (не путать с нищетой). В XIII—XIV веках её разработали и пытались применить на практике представители радикального крыла францисканцев. Они одинаково противостояли мистической или монашеской аскезе и абсолютизации частной собственности. В бедности они видели условия праведности в мире и спасения общества. Речь шла не столько об общем имуществе, сколько об общем отказе от имущества. При этом идеология коммунизма была христианско-религиозной.
Лозунгами революционной борьбы для радикальных участников гуситского движения в Чехии XV века (Ян Гус), Крестьянской войны в Германии XVI в. (Т. Мюнцер) стали призывы о свержении власти вещей и денег, о построении справедливого общества на основе равенства людей, в том числе и с общим имуществом. Хотя основа этих идей была сугубо религиозной — перед Христом все равны и обладание или не обладание собственностью не должно нарушать этого. Выдвигалось требование соблюдения равенства в религиозных обрядах. Несколько веков позже появляется эгалитарный коммунизм — основная составляющая буржуазных революций XVII—XVIII века, в частности в Англии XVII в. (Дж. Уинстэнли) и Франции конец XVIII в. (Гракх Бабёф). Возникает светская идеология коммунизма. Развивается идея создания общины, в которой реализуется свобода и равенство людей друг перед другом через общее общинное владение собственностью (или улаживая эгалитарным образом конфликт между индивидуальной и коллективной собственностью). Собственность уже не отрицается, а делается попытка её подчинения на благо всей общины.
Теоретическая разработка первых систематизированных представлений о коммунистическом образе жизни опирались на идеологию гуманизма XVI—XVII вв. (Т. Мор, Т. Кампанелла) и французского Просвещения XVIII в. (Э.-Г. Морелли, Г. Мабли). Ранней коммунистической литературе была свойственна проповедь всеобщего аскетизма и уравнительности, что делало её нацеленной на противодействие прогрессу в области материального производства. Основная проблема общества виделась не в экономике, а в политике и морали.
Следующая концепция коммунизма появилась в контексте рабочего социализма — от Ш. Фурье до К. Маркса и Ф. Энгельса. Происходит осознание экономических противоречий как механизма развития общества. В центр проблематики общества ставится труд и его подчинение капиталу.
В первой половине XIX века появились труды А. Сен-Симона, Ш. Фурье, Р. Оуэна и ряда других социалистов-утопистов. В соответствии с их представлениями, в справедливом общественном устройстве важную роль должны играть идеи о труде как наслаждении, расцвете способностей человека, стремлении к обеспечению всех его потребностей, централизованном планировании, распределении пропорционально труду. В России наиболее крупными представителями утопического социализма были А. И. Герцен и Н. Г. Чернышевский. Роберт Оуэн не только занимался разработкой теоретической модели социалистического общества, но и на практике осуществил ряд социальных экспериментов по внедрению таких идей в жизнь. В начале 1800-х годов в фабричном посёлке Нью-Ленарке (Шотландия), обслуживающем бумагопрядильную фабрику, на которой Оуэн являлся директором, он провёл ряд успешных мероприятий по технической реорганизации производства и обеспечению социальных гарантий рабочим. В 1825 году в штате Индиана (США) Оуэн основал трудовую коммуну «Новая гармония», деятельность которой закончилась неудачей.
Ранние социалисты-утописты видели необходимость введения в коммунистическое общество развитого аппарата подавления свободы личности по отношению к тем, кто в том или ином смысле проявляет желание подняться над общим уровнем или проявить инициативу, нарушающую установленный свыше порядок, и потому коммунистическое государство по необходимости должно быть основанным на принципах тоталитаризма, в том числе автократии (Т. Кампанелла).
В 1840-х годах классовая борьба между пролетариатом и буржуазией выступила на первый план в наиболее развитых странах Европы (Лионские восстания в 1831 и 1834 годах, подъём движения английских чартистов в середине 1830-х — начале 1850-х годов, восстание ткачей в Силезии в 1844 г.).
В этот период немецкие мыслители К. Маркс и Ф. Энгельс весной 1847 года создали первую международную коммунистическую партию «Союз коммунистов», она была переименована из тайной организации «Союз Справедливых» с которыми Маркс познакомился в Лондоне. Также для партии они составили знаменитый «Манифест коммунистической партии», опубликованный 21 февраля 1848 года. В нём они провозгласили неотвратимость гибели капитализма от рук пролетариата и привели краткую программу перехода от капиталистической общественной формации к коммунистической:
Пролетариат использует своё политическое господство для того, чтобы вырвать у буржуазии шаг за шагом весь капитал, централизовать все орудия производства в руках государства, то есть пролетариата, организованного как господствующий класс, и возможно более быстро увеличить сумму производительных сил.

Это может, конечно, произойти сначала лишь при помощи деспотического вмешательства в право собственности и в буржуазные производственные отношения, то есть при помощи мероприятий, которые экономически кажутся недостаточными и несостоятельными, но которые в ходе движения перерастают самих себя и неизбежны как средство для переворота во всем способе производства.
Сама программа содержит 10 пунктов:
 Эти мероприятия будут, конечно, различны в различных странах. 

   Однако в наиболее передовых странах могут быть почти повсеместно применены следующие меры:
  
    1. Экспроприация земельной собственности и обращение земельной ренты на покрытие государственных расходов.
  
    2. Высокий прогрессивный налог.
  
    3. Отмена права наследования.
  
    4. Конфискация имущества всех эмигрантов и мятежников.
  
    5. Централизация кредита в руках государства посредством национального банка с государственным капиталом и с исключительной монополией.
  
    6. Централизация всего транспорта в руках государства.
  
    7. Увеличение числа государственных фабрик, орудий производства, расчистка под пашню и улучшение земель по общему плану.
  
    8. Одинаковая обязательность труда для всех, учреждение промышленных армий, в особенности для земледелия.
  
    9. Соединение земледелия с промышленностью, содействие постепенному устранению различия между городом и деревней.

   10. Общественное и бесплатное воспитание всех детей. Устранение фабричного труда детей в современной его форме. Соединение воспитания с материальным производством и т. д.
 
Карл Маркс, однако, жёстко критиковал утопичный «грубый и непродуманный коммунизм» тех, кто просто распространял принцип частной собственности на каждого («общая частная собственность»). Грубый коммунизм, по утверждению Маркса, является порождением «всемирной зависти». В своей же концепции коммунизма К. Маркс видел отсутствие буржуазной частной собственности, дающей возможность эксплуатации, но допускалась личная собственность каждого, которая используется исключительно для потребления и не перерастает в капитал.
Многие из анархистов, современников Маркса, также выступали за общественную (коммунальную) собственность (Пётр Кропоткин называл свою систему «анархо-коммунизмом»), но они отрицали централизацию, которая пропагандируется в марксизме, из-за ограничений свободы личности.
В 1864 году был создан Первый интернационал. Марксисты основали социал-демократические партии, в которых выделилось как радикальное, революционное направление, так и умеренное, реформистское. Идеологом последнего стал немецкий социал-демократ Э. Бернштейн. В созданном в 1889 году Втором интернационале до начала 1900-х годов преобладала революционная точка зрения. На конгрессах принимались решения о невозможности союза с буржуазией, недопустимости вхождения в буржуазные правительства, протесты против милитаризма и войны и т. п. В дальнейшем, однако, более значительную роль в Интернационале стали играть реформисты, что вызвало обвинения со стороны радикалов в оппортунизме.
В первой половине XX века из наиболее радикального крыла социал-демократии выделились коммунистические партии. Социал-демократы традиционно выступали за расширение демократии и политических свобод. Коммунисты, пришедшие к власти сначала в России в 1917 году (большевики), а затем и в ряде других стран, придерживались диктатуры пролетариата и критиковали «буржуазную» демократию и политическую свободу, применяли централизованное государственное планирование и управление народным хозяйством.
В 1918 году возникло люксембургианство, противостоящее с одной стороны пробуржуазной политике ревизионистской социал-демократии, а с другой, большевизму. Его основателем была немецкая радикальная социал-демократка Роза Люксембург.
4 марта 1919 года по инициативе РКП(б) и лично её лидера В. Ленина для развития и распространения идей революционного интернационального социализма, в противовес реформистскому социализму Второго интернационала был создан Коммунистический интернационал.
Взгляды ряда теоретиков коммунизма, которые признавали прогрессивное значение Октябрьской революции в России, но подвергали критике её развитие, а некоторые даже отвергали социалистический характер большевизма, видя в нём государственный капитализм, стали называть левым коммунизмом. Левая оппозиция в РКП(б) и ВКП(б) в 1920-е годы выступала за внутрипартийную демократию, против «нэпмана, кулака и бюрократа». «Левая оппозиция» в СССР прекратила своё существование в результате судебных публичных процессов, а идеология её лидера Л. Троцкого, высланного из страны, (троцкизм) стала достаточно популярной за рубежом.
Коммунистическая идеология в том виде, в каком она стала господствующей в СССР в 1920-е годы, получила название «марксизм-ленинизм».
Обвинения сталинизма на 20-м съезде КПСС, советский курс на экономическое развитие при политике «Мирного сосуществования» вызвали недовольство лидера китайских коммунистов Мао Цзэдуна. Его поддержал лидер Албанской партии труда Энвер Ходжа. Политика Н. С. Хрущёва была названа ревизионистской. Многие коммунистические партии Европы и Латинской Америки вслед за советско-китайским конфликтом раскололись на группы, ориентированные на СССР, и т. н. «антиревизионистские» группы, ориентированные на Китай и Албанию. В 1960-е—1970-е годы маоизм пользовался значительной популярностью среди левой интеллигенции на Западе. Лидер КНДР Ким Ир Сен в 1955 провозгласил идеологию «чучхе», которая преподносится как трансформация идей марксизма-ленинизма с учётом древнекорейской философской мысли. Со временем северокорейские идеологи трактуют идеологию чучхе в меньшей степени как прямое продолжение идей Маркса-Энгельса-Ленина-Сталина, и в большей степени как продолжение корейской традиционной мысли.
Политика и теоретическое обоснование деятельности ряда коммунистических партий Западной Европы, в 1970-х и 1980-х годах критиковавших руководство КПСС в мировом коммунистическом движении, концепцию диктатуры пролетариата получила название «еврокоммунизм».
В 1990-х годах коммунистическое движение переживает серьёзный кризис, вызванный отстранением коммунистических партий от власти в странах Восточной Европы и распадом Советского Союза. Кризис вызвал уход части компартий с прежних радикальных позиций на более умеренные.
Сегодня коммунистические партии находятся у власти в Северной Корее, Китае, Лаосе, Вьетнаме и Кубе. В ряде стран, в том числе в России, компартии входят в состав парламентов.

## Научный коммунизм
Понятие, введённое в СССР в 1960-е, которым обозначалась «одна из трёх составных частей марксизма-ленинизма», раскрывающая общие закономерности, пути и формы классовой борьбы пролетариата, социалистической революции, построения социализма и коммунизма. Термин «научный коммунизм» («научный социализм») употребляют также в широком смысле для обозначения марксизма-ленинизма в целом.
Также название учебного предмета в вузах СССР с 1963 года. Был обязательным для студентов всех вузов наряду с «историей КПСС» и «марксистско-ленинской философией» до июня 1990 года.
В рамках научного коммунизма доказывалась необходимость диктатуры пролетариата для достижения коммунизма, хотя идея коммунизма, как общества, основанного на общей собственности, не указывает на политическое устройство такого общества.
Термин «Научный коммунизм» появился в конце XIX века для выделения марксистских коммунистических идей от других. Добавление «научный» возникло потому, что К. Маркс и Ф. Энгельс обосновали необходимость изменений в общественном устройстве изменениями в способах производства. Они подчёркивали объективный характер исторического движения к коммунизму.
Фридрих Энгельс предсказывал ряд основных черт коммунистического общества: анархия в производстве заменяется планомерной организацией производства в масштабе всего общества, начинается ускоряющееся развитие производительных сил, исчезает разделение труда[уточнить], исчезает противоположность между умственным и физическим трудом, труд превращается из тяжёлого бремени в жизненную потребность — самореализацию, уничтожаются классовые различия и отмирает само государство, вместо управления людьми будет происходить управление производственными процессами, коренным образом изменится семья, исчезает религия, люди становятся хозяевами природы, человечество становится свободным. Энгельс предвидел в будущем небывалый научный, технический и общественный прогресс. Он предсказывает, что в новой исторической эпохе «люди, а вместе с ними все отрасли их деятельности, сделают такие успехи, что они затмят всё сделанное до сих пор».

## Исторические формы коммунизма

### Утопический коммунизм
Классическим выражением этого вида коммунизма может служить работа Томаса Мора «Утопия» (1516), в которой рисуется идиллическая картина примитивного коммунизма, противопоставляемая феодализму. К XVII веку формируются новые, более развитые версии утопического коммунизма, выраженные во взглядах Мелье, Морелли, Бабёфа, Уинстенли. Своего апогея утопический коммунизм достиг в XIX веке в концепциях Сен-Симона, Фурье, Оуэна, Чернышевского, Герцена.

### Военный коммунизм в революционной России
Официальное название экономической практики в России во время Гражданской войны на территории Советской России в 1918—1921 гг. Основной целью являлось обеспечение населения промышленных городов и РККА оружием, продовольствием и другими необходимыми ресурсами в условиях, когда все существовавшие прежде экономические механизмы и отношения были разрушены войной. Основными мерами военного коммунизма были: национализация банков и промышленности, введение трудовой повинности, продовольственная диктатура на основе продразвёрстки и введении пайковой системы, монополия на внешнюю торговлю. Решение о прекращении военного коммунизма было принято 21 марта 1921 года, когда на X съезде РКП(б) был введён НЭП.

### Казарменно-аграрный «коммунизм» в Демократической Кампучии
В Кампучии «красных кхмеров» был установлен режим «казарменно-аграрного коммунизма», основанный на идеях Пол Пота с введением доведённых до абсурда элементов теоретического коммунизма (ликвидация товарно-денежных отношений и религии, обобществление детей, отмена и радикальное переустройство многих институтов и служб государства, социальной сферы, культуры, жизнеобеспечения и т. п.). Режим был уничтожен войсками коммунистического Вьетнама.

### Еврокоммунизм
Еврокоммунизм — условное название политики некоторых коммунистических партий Западной Европы (таких, как французская, итальянская, испанская), критиковавших недостаток политических свобод и отчуждённость партии и властей, существовавших в принявших советскую модель социализма странах. Переход к социализму, по мнению сторонников еврокоммунизма, должен осуществляться «демократическим, многопартийным, парламентским» путём. В своём отказе от диктатуры пролетариата еврокоммунизм был близок социал-демократии (хотя еврокоммунисты и не отождествляли себя с ней).

### Анархо-коммунизм
Социально-экономическое и политическое учение об установлении безгосударственного общества, основанного на принципах децентрализации, свободы, равенства и взаимопомощи. Идейные основы анархо-коммунизма были заложены известным учёным и революционером Петром Алексеевичем Кропоткиным. Наиболее известными вехами в истории анархо-коммунистического движения стали повстанческое движение Нестора Махно в ходе Гражданской войны в России, а также действия испанских анархо-синдикалистов в годы Гражданской войны в Испании 1936—1939 годов. Кроме того, анархо-коммунизм является идейной базой существующего по сей день анархо-синдикалистского Интернационала, основанного зимой 1922—1923 годов.

### Левый коммунизм
Левый коммунизм — термин, которым принято обозначать взгляды ряда теоретиков коммунизма, которые после второго конгресса Коминтерна выступили с критикой ленинизма с левой позиции. Левокоммунистические группы осуждали политику фронтизма, участие в выборах, «право наций на самоопределение» как форму буржуазного национализма. На данный момент самыми известными левокоммунистическими организациями являются Интернациональное коммунистическое течение, Международная коммунистическая тенденция (бывшее ИБРП) и бордигистская Международная Коммунистическая Партия.

## Прогнозные даты перехода к коммунистической форме общества
В. И. Ленин в 1920 году относил построение коммунизма к 1930—1940 годам.
Первый секретарь ЦК КПСС Н. С. Хрущёв объявил в октябре 1961 года на XXII съезде КПСС, что к 1980 году в СССР будет создана материальная база коммунизма — «Нынешнее поколение советских людей будет жить при коммунизме!», в принятой на съезде третьей Программе КПСС была поставлена задача «в течение двух десятилетий создать материально-техническую базу коммунизма».

## Полный коммунизм как высшая фаза коммунистической формации
Согласно марксизму, «коммунистическая общественно-экономическая формация», или, кратко, «коммунизм» состоит из двух фаз: низшей — которая в марксизме называется социализмом и высшей — так называемого «полного коммунизма». При социализме существует государство, причём государственная власть сильнее, чем при других формациях, элементы буржуазного права и другие остатки капиталистической формации. Также при социализме существуют личная собственность, существует мелкое частное производство (приусадебные участки) и мелкая частная торговля (рынки). Однако, частная собственность на средства производства, позволяющая эксплуатировать работников для получения прибыли при социализме уже отсутствует. Поскольку средства производства становятся общественной собственностью, слово «коммунизм» применимо уже и к этой фазе.
По Марксу,

…На высшей фазе коммунистического общества, после того как исчезнет порабощающее человека подчинение его разделению труда; когда исчезнет вместе с этим противоположность умственного и физического труда; когда труд перестанет быть только средством для жизни, а станет сам первой потребностью жизни; когда вместе со всесторонним развитием индивидуумов вырастут и производительные силы и все источники общественного богатства польются полным потоком, — лишь тогда можно будет совершенно преодолеть узкий горизонт буржуазного права, и общество сможет написать на своём знамени: «Каждый по способностям, каждому — по потребностям».
Анархо-коммунисты с концепцией двух фаз не согласны и считают, что для наступления полного коммунизма и ликвидации государства не нужна предварительная стадия усиления государства.
Многие авторы не раз отмечали, что потребности человека безграничны, поэтому при любой, даже самой высокой производительности труда требуются механизмы распределения и ограничения, например, деньги. На это марксисты отвечали следующее:

Государство сможет отмереть полностью тогда, когда общество осуществит правило: «каждый по способностям, каждому по потребностям», то есть когда люди настолько привыкнут к соблюдению основных правил общежития и когда их труд будет настолько производителен, что они добровольно будут трудиться по способностям. «Узкий горизонт буржуазного права», заставляющий высчитывать, с черствостью Шейлока, не переработать бы лишних получаса против другого, не получить бы меньше платы, чем другой, — этот узкий горизонт будет тогда перейдён. Распределение продуктов не будет требовать тогда нормировки со стороны общества количества получаемых каждым продуктов; каждый будет свободно брать «по потребности». 

С точки зрения буржуазной легко объявить подобное общественное устройство «чистой утопией» и зубоскалить по поводу того, что социалисты обещают каждому право получать от общества, без всякого контроля за трудом отдельного гражданина, любое количество трюфелей, автомобилей, пианино и т.п…

…"обещать", что высшая фаза развития коммунизма наступит, ни одному социалисту в голову не приходило, а предвидение великих социалистов, что она наступит, предполагает и не теперешнюю производительность труда и не теперешнего обывателя, способного «зря» — вроде как бурсаки у Помяловского — портить склады общественного богатства и требовать невозможного.

## Критика
Выделяются два направления критики коммунизма как политического учения: критика правления коммунистических партий на примере государств XX века и критика самой идеологии марксизма, а именно её принципов и теоретических положений.

## В культуре и в произведениях искусства
В детской энциклопедии «Что такое? Кто такой?» (1968) о коммунизме говорилось:

Коммунизм — самое разумное и справедливое устройство общества, строй свободы, радости и счастья.
В советской научно-фантастической литературе коммунистические мотивы имели первостепенное значение с самого зарождения жанра в стране.

Наше дело — превратить советскую научную фантастику в оружие борьбы за коммунизм и за распространение коммунистических идей во всём мире путём повышения художественности и идейности произведений.
— И. Ефремов. Наука и фантастика // Литературная газета, 17 сентября 1963
Однако в 1930—1950-е годы это была в основном «фантастика ближнего прицела», описывающая переход к коммунистическому обществу, но не само это общество.
И. А. Ефремов ярко и позитивно описал гуманное коммунистическое общество будущего в своём знаменитом романе «Туманность Андромеды» (по которому был снят и одноимённый фильм). Развитие представлений этого автора о людях коммунистического будущего дано в повести «Сердце Змеи» и романе «Час Быка».
Своё видение коммунистического будущего давали А. Богданов («Красная звезда»), братья Стругацкие («Мир Полудня»), Станислав Лем («Магелланово облако»), Г. Мартынов («Гианэя», «Гость из бездны»), Г. Альтов («Опаляющий разум»), В. Савченко («За перевалом»), В. Назаров («Зелёные двери Земли»), С. Лукьяненко («Звезды — холодные игрушки»), Николай Носов («Приключения Незнайки и его друзей»), Сергей Волгин («Звёздный бумеранг»), В. Шефнер («Девушка у обрыва, или Записки Ковригина»), так и антиутопии — В. Войнович («Москва 2042»).
Описание коммунистического общества в фантастике Запада представлено в сериале «Звёздный путь».
Коммунистическое общество будущего в своих произведениях описывали Г. Уэллс («Люди как боги»), У. Ле Гуин («Обделённые»), Т. Старджон («Искусники планеты Ксанаду» — англ. The Skills of Xanadu/пер. Нора Галь).